# Grant Wood
Grant DeVolson Wood (n. 13 februarie 1891 – d. 12 februarie 1942) a fost un pictor american născut la patru mile est de localitatea Anamosa, statul Iowa. Wood este cel mai bine cunoscut pentru picturile sale care descriu America rurală a regiunii cunoscute sub numele de Vestul Mijlociu (sau Midwest), dar mai ales datorită picturii devenită faimoasă, American Gothic, una din imaginile emblematice ale secolului 20. 

## Viață și carieră

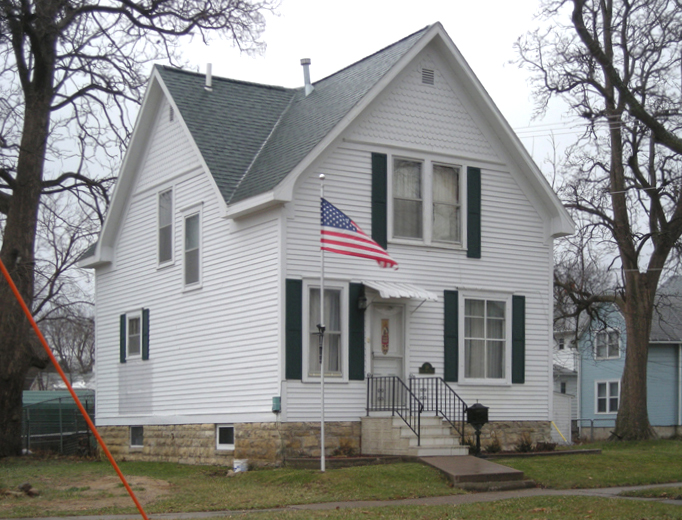
Casa copilăriei lui Grant Wood din Cedar Rapids, statul Iowa. Considerată a fi printre cele mai pereclitate case istorice din Iowa.

Familia lui Grant Wood s-a mutat în Cedar Rapids după moartea tatălui său în 1901. Curând, tânărul Grant, a început să lucreze ca ucenic la una din atelierele locale de prelucrare a metalelor. După terminarea liceului, (liceul local Washington High School), Wood a devenit student al unei școli de artă din Minneapolis în 1910, pentru a se întoarce după un an pentru a preda ca profesor într-o școală care avea doar o încăpere.  În 1913, s-a înrolat la Facultatea de artă a Institutului din Chicago (în original, School of the Art Institute of Chicago, lucrând simultan ca un aurar și argintar.
Între 1920 și 1928, artistul a vizitat Europa de patru ori, unde a studiat diferite stiluri de a picta, dar mai ales impresionismul și post-impresionismul. În ciuda studiului aprofundat al acestor stiluri de pictură, influența cea mai evidentă în stilul său de a picta aparține pictorului flamand al al XV-lea, celebrul Jan van Eyck, de la care Grant Wood a învățat și preluat tehnica reprezentării extrem de clare a portretelor și a fundalurilor.
Între 1924 și 1935, Wood a locuit într-o locuință, care fusese inițial o unitate de stocare a materialelor și pe care a transformat-o în studioul său personal. Adresa, care nu exista anterior, a devenit "5 Turner Alley," o invenție a artistului. În anul 1932, Wood a fost printre inițiatorii creării coloniei de artiști Stone City Art, în apropierea localității sale natale, pentru a ajuta diverși artiști locali a fi capabili să supraviețuiască perioadei contemporane de atunci, cunoscută ca Great Depression. Devenit un puternic avocat al regionalismului în arte, Grant Wood și-a petrecut o bună parte a deceniului 1930 - 1940 cutreierând Statele Unite și tinând conferințe pe această temă. 

## Lucrări

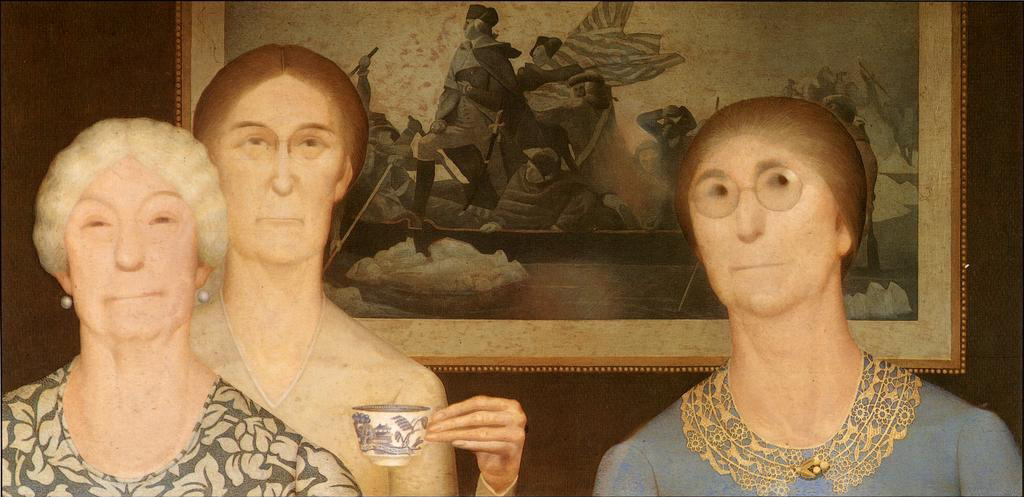
Daughters of Revolution (1932)

### American Gothic

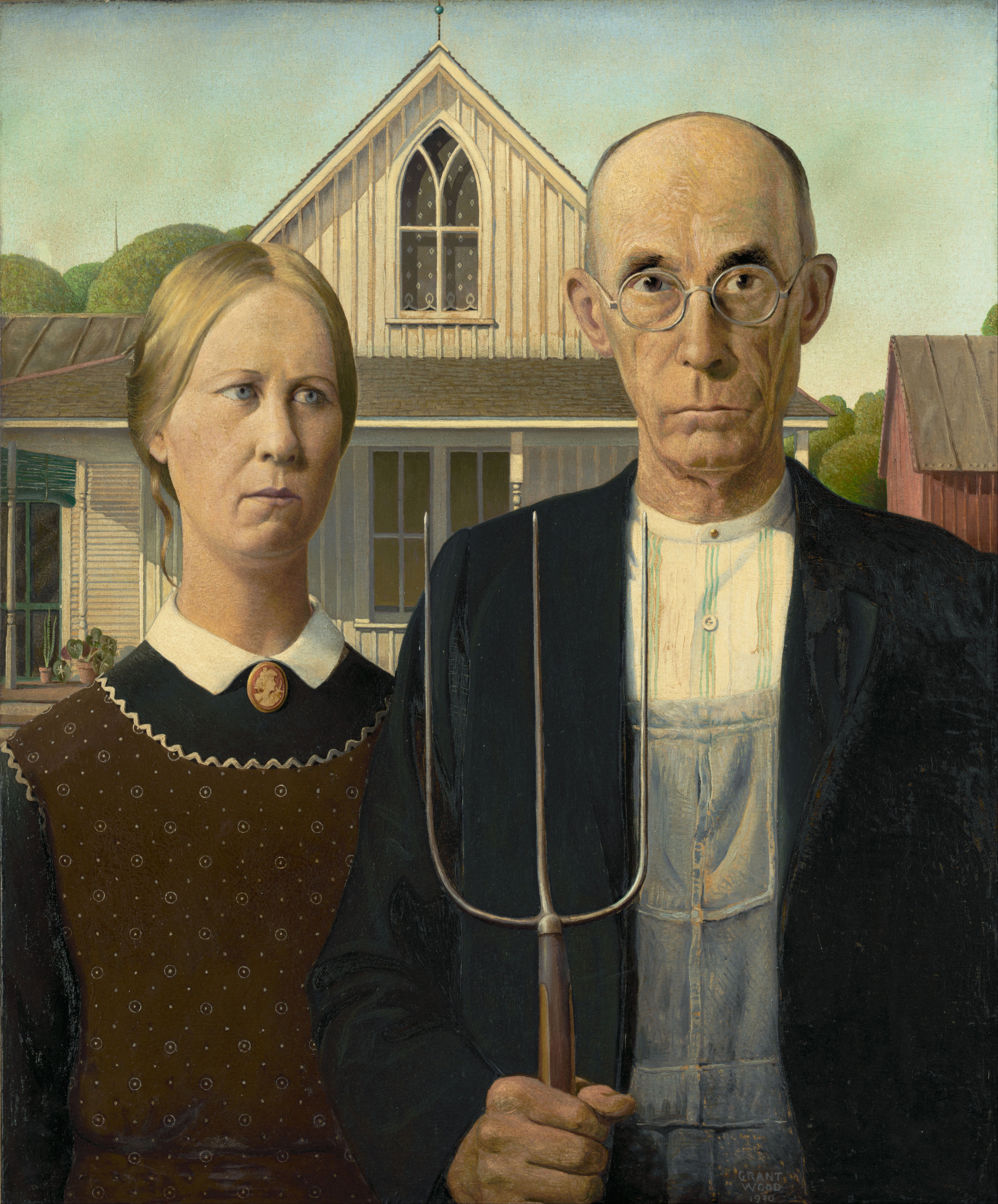
Grant Wood, celebra pictură American Gothic (1930), aflată la Art Institute of Chicago.

Cea mai cunoscută lucrare a lui Wood este pictura din 1930 American Gothic, care este una dintre cele mai cunoscute și recunoscute picturi din arta americană. În același timp, este una din puținele imagini care au statutul aparte de imagini universal recunoscute, comparabile cu Mona Lisa a lui Leonardo da Vinci sau cu Țipătul a lui Edvard Munch. 
Lucrarea a fost pentru prima dată expusă în anul 1930 la Art Institute of Chicago, unde se găsește și astăzi.  Lucrarea a fost atunci imediat recompensată cu suma de $ 300 prize și a creat știri care au făcut înconjorul națiunii, făcându-l pe Wood extrem de cunoscut.  Imaginea a fost "împrumutată" și satirizată la infinit,  pentru diferite scopuri, incluzând reclame și benzi desenate. 
Criticii de artă, care au avut opinii favorabile despre pictură, așa cum au fost Gertrude Stein și Christopher Morley, au presupus că pictura a fost gândită ca să fie o satiră a represiunii și a îngustimii de vederi dintr-un târg mic, rural. A fost privită ca o satiră și ca o parte a tendinței de a prezenta critic America rurală, dintre care lucrările din 1919 a lui Sherwood Anderson, romanul Winesburg, Ohio, din 1920 a lui Sinclair Lewis, romanul Main Street și a lui Carl Van Vechten nuvela The Tattooed Countess, sunt cele mai reprezentative.  Wood a refuzat comparația, afirmând că nu ar fi citit nicuna din ele.  De fapt, datorită copleșitoarei influențe a Marii Depresiuni, pictura, devenită emblematică, a fost considerată ca reprezentând nealteratul spirit american al pionieratului.  O altă sursă, care se prezintă ca o sursă ambițioasă de reverență și parodie, recunoaște conservarea spiritului primar american, acela al pionieratului. 

## Alte lucrări ale lui Wood

### Picturi
- Adolescence (1933)
- American Gothic (1930)
- Appraisal (1931)
- Arbor Day (1932)
- Arnold Comes of Age (1930)
- ' (1931)
- Boy Milking Cow (1932)
- Daughters of Revolution (1932)
- Death on Ridge Road (1935)
- Dinner for Threshers (1934)
- Fall Plowing (1931)
- Haying (1939)
- Iowa Cornfield (1941)
- January (1940)
- The Little Chapel Chancelade (1926)
- The Midnight Ride of Paul Revere (1931)
- Near Sundown (1933)
- New Road (1939)
- Parson Weems' Fable (1939)
- Plaid Sweater (1931)
- Portrait of Nan (1933)
- Return from Bohemia (1935)
- Seedtime and Harvest (1937)
- Self-Portrait (1932)
- Spotted Man (1924)
- Stone City, Iowa (1930)
- Sultry Night (1937)
- Woman with Plants (1929)
- Young Corn (1931)

### Scrieri
- Wood, Grant. "Art in the Daily Life of the Child." Rural America, March 1940, 7–9.
- ———. Revolt against the City. Iowa City: Clio Press, 1935.